# Lake Wilkie
Lake Wilkie ist ein kleiner besonderer Moorsee an der Südostküste der Südinsel von Neuseeland.

## Geographie
Der See befindet sich rund 45 km südwestlich von Balclutha in den Catlins und liegt nur rund 300 m vom Strand der Tautuku Bay entfernt. Die hier durch die Catlins nach Nordosten führende Küstenstraße New Zealand State Highway 92, die Teil der Southern Scenic Route ist, passiert den kleinen See an seiner nördlichen Seite in rund 60 m Entfernung. Der See ist ungefähr 2,1 Hektar groß, lediglich 1,5 m tief und von allen Seiten von Wald umgeben.

## Besonderheiten des Sees
Der See ist in der letzten Eiszeit zwischen den Sanddünen und den Felsformationen entstanden und war ursprünglich größer als heute. Durch Verlandung hat sich der See verkleinert und ist erheblich flacher geworden. Durch den fortschreitenden Prozess der Verladung entstand so dieser typisch Moorsee, der in Neuseeland Bog Lake genannt wird und in Neuseeland sehr selten vorkommt.

## Flora und Fauna
In dem See leben keine Fische, dafür findet man aber kleine Frösche vor, die sich von Milben, kleinen Weichtieren, Würmern und die Gemeinen Rückenschwimmer, die im See vorkommen, ernähren. Verschiedene Vogelarten und Enten leben ebenfalls am See. Die Vegetation um den See herum verändert sich seit vielen Jahren. Vor allem zwischen dem Strand und dem See wird der für Neuseeland typische Wald mehr und mehr durch in Wassernähe lebende Pflanzen, wie Sumpfpflanzen oder Flachs, verdrängt. Der Übergang von Sphagnum-Moos bis zum ausgewachsenen Wald erfolgt hier innerhalb nur 65 Metern.